# Entity (film 1981)
Entity (The Entity) è un film del 1981 diretto dal regista Sidney J. Furie e interpretato da Barbara Hershey. Fu tratto dal romanzo The Entity di Frank De Felitta del 1978, che raccontava la storia di Carla (Carlotta, nella traduzione italiana) Moran, un nome fittizio, a sua volta riconducibile al singolare caso della vera Doris Bither del 1974, una donna californiana che dichiarò di essere stata più volte aggredita da una entità invisibile. L'ambientazione, sia del libro che del film, è a Culver City in California.

## Trama
Carla Moran è una giovane donna madre di tre figli: l'adolescente Billy, il cui padre è morto in seguito ad un incidente, e le piccole Julie e Kim il cui padre, un uomo molto più anziano di Carla, abbandonò la famiglia tempo prima. Una sera, al rientro da lavoro, Carla viene immobilizzata sul letto e stuprata da una entità invisibile. Alla violenza segue una serie di incidenti ed esplosioni in casa, che costringono la donna ed i figli a fuggire e rifugiarsi a casa di Cindy, la sua migliore amica.
Carla prova a rivolgersi ad uno psichiatra, il dr. Phil Sneiderman, ma non viene creduta ed anzi viene quasi convinta del fatto di essersi immaginata tutto. Tuttavia, nei giorni successivi le violenze e gli abusi fisici che l'entità invisibile perpetra nei confronti di Carla si moltiplicano, ed avvengono anche in presenza dei figli, al punto che lo stesso Billy viene picchiato selvaggiamente quando cerca di proteggere la madre. Inoltre la "presenza" segue ed attacca Carla anche al di fuori dell'abitazione. Un giorno infatti prende il controllo della sua auto e rischia di farle provocare un terribile incidente.
Alla fine al caso della donna si interessa un team di scienziati e ricercatori universitari. Gli scienziati costruiscono una riproduzione della casa di Carla, monitorata da diverse telecamere di sorveglianza, in cui Carla e i suoi figli dovranno stare per un certo periodo. La casa è anche dotata di un serbatoio di elio liquido che servirebbe ad "intrappolare" la presenza. Secondo gli scienziati, infatti, se essa è in grado di interagire con gli oggetti deve avere una massa fisica e pertanto non dovrebbe essere impossibile congelarla. Effettivamente Carla Moran viene attaccata per l'ennesima volta dall'entità invisibile e viene aiutata dal dottor Sneiderman, ma ogni tentativo di congelare la presenza si rivela infruttuoso. Anzi, la presenza prende il controllo dei dispositivi di emissione dell'elio liquido, minacciando Carla con essi. Ma alla fine la donna fa un discorso, dichiarando alla presenza che può fare tutto quello che vuole ma lei cesserà di aver paura e non si piegherà mai al suo volere. Infuriata, l'entità fa esplodere i serbatoi dell'elio e finisce congelata, dimostrandosi gigantesca. Poi il ghiaccio si frantuma.
Il giorno dopo Carla torna a casa. La porta d'ingresso si chiude da sola ed una voce demoniaca le dà il benvenuto. Ma lei come promesso non si scompone più di tanto e, aprendo tranquillamente la porta chiusa, raggiunge i suoi familiari.

## Remake
Il film bollywoodiano del 2003 Hawa è vagamente ispirato a Entity. Inoltre, il regista giapponese Hideo Nakata ha dichiarato di essere al lavoro su un remake del film.

## Accoglienza
Il regista Martin Scorsese considera Entity uno dei film più spaventosi di tutti i tempi.

## Incassi
Nella sua prima settimana, Entity è stato proiettato in 1.031 cinema; ha incassato 3.685.654 dollari ed è stato il secondo film più visto della settimana negli Stati Uniti dietro soltanto a Tootsie, che era alla sua seconda settimana consecutiva in vetta alla classifica dei film più visti. Alla fine il film ha incassato circa 13.277.558 dollari negli Stati Uniti.

## Il caso Doris Bither
Il caso dei presunti fenomeni paranormali riconduce a un fatto avvenuto a partire dall'estate 1974 a miss Doris Bither, madre di quattro figli avuti da quattro padri diversi, che abitava a Culver City, vicino a Santa Monica, California.
All'epoca poco più che trentenne, con un passato affettivo tormentato, la Bither si rivolse all'équipe della nota Università della California di Los Angeles (UCLA), affermando di essere, ormai da mesi, infestata in casa da una (o più) entità invisibile/i dalla/e quale/i si sentiva toccata, a volte aggredita, picchiata e, una volta, persino stuprata. Furono documentati anche vari i referti medici, in merito a varie lividure sul suo corpo. Il tutto fu corredato da altri fenomeni, presunti paranormali, quali, ad esempio, un inspiegabile cattivo odore, lampi di luce, o ancora il frequente abbassamento della temperatura ambientale e sporadici fenomeni di psicocinesi.
Scettici dell'epoca la schedarono subito come il solito caso della donna frustrata e in cerca di attenzione. Tuttavia, il caso Bither fu effettivamente studiato dai ricercatori dell'UCLA, da nomi molto stimati nell'ambiente della parapsicologia, come la dottoressa Thelma Moss (morta nel 1997), Kerry Geynor e il dottor Barry E. Taff. Con strumenti di rilevazione di attività elettromagnetica, più una serie abbondante di foto istantanee (Polaroid e non), il caso fu dapprima classificato come probabile attività di tipo paranormale, ovviamente non accettato dalla comunità scientifica, presumibilmente di una "entità" o "esistenza" fantasma di tipo poltergeist. Ad una delle visite dalla Bither partecipò anche un giovane giornalista e scrittore, Frank De Felitta; celebre (anche sul web) rimane la foto della Bither, seduta sul letto, con a fianco un inspiegabile lungo arco luminoso fluttuante, autenticata come vera e mai ritoccata, dalla redazione scientifica Popular Photography. Dopo mesi di collaborazione e di ricerca, dopo l'uscita del libro di De Felitta nel 1978 e, a maggior ragione dopo l'uscita del film di Sidney J. Furie, la stessa Bither decise però di ritirarsi dalle interviste e di trasferirsi a vita riservata. Denunciò, comunque, che i fenomeni sarebbero perdurati anche negli anni successivi, sebbene con intensità e frequenza minori . Doris Bither morì successivamente nel 1999. Tuttavia, uno dei suoi figli, Brian Harris,, il maggior testimone dei fenomeni dei tre, fu spesso rincorso dai giornalisti ed intervistato più volte nel corso degli anni. Egli riconfermò semplicemente tutto ciò che i ricercatori documentarono ufficialmente, ricordando tristemente la tetra e fatiscente casa di Culver City. Il caso fu archiviato senza delle conclusioni ufficiali.

## Curiosità
La musica dell'attacco nella vasca è stata utilizzata come musica di introduzione del villain Hans Landa nel film Bastardi senza gloria.